# Peloribates dispersus
Peloribates dispersus är en kvalsterart som beskrevs av Beck 1964. Peloribates dispersus ingår i släktet Peloribates och familjen Haplozetidae. Inga underarter finns listade i Catalogue of Life.